# Рожнов, Пётр Михайлович
Пётр Михайлович Рожнов (1763—1839) — адмирал Российского императорского флота. Участник русско-шведской войны (1788—1790), принимал участие в Гогландском сражении, Эландском бое и Ревельском сражении, командовал линейным кораблём «Селафаил» во Второй Архипелагской экспедиции в период Русско-турецкой войны 1806—1812 годов, участвовал в Дарданелльском и Афонском сражениях. Директор Морского кадетского корпуса, главный командир кронштадтского порта и военный губернатор Кронштадта, член Адмиралтейств-совета.

## Биография
Пётр Михайлович Рожнов родился в Санкт-Петербурге в 1763 году. Представитель небогатой ветви старинного дворянского рода Рожновых из Тверской губернии. 29 декабря 1774 года поступил кадетом в Морской шляхетный кадетский корпус. 9 мая 1780 года был произведён в гардемарины, на корабле «Америка» в составе эскадры контр-адмирала И. А. Борисова совершил плавание из Кронштадта в Ливорно обратно. В августе 1781 года возвратился из плавания в Кронштадт. 1 мая 1782 года получил первый офицерский чин — мичмана.

### Участие в Русско-шведской войне 1788—1790 годов
С 1784 году проходил службу на Балтийском море, находился в плаваниях на 66-пушечном линейном корабле «Давид Солунский» и 38-пушечном фрегате «Патрикий». 1 мая 1785 года был произведён в лейтенанты. В 1786 году в составе экипажа 74-пушечного линейного корабля «Святой Пётр» (заложен 20 июля 1785, спущен на воду 14 мая 1786 года) сухим путём прибыл в Архангельск. В 1787 году на этом же корабле перешёл в Кронштадт. В ходе русско-шведской войны участвовал на том же корабле в Гогландском сражении 6 июля 1788 года с шведским флотом, получил ранение обеих ног осколком гранаты, лопнувшей на палубе. 22 июля того же года участвовал на корабле «Святой Пётр» в сражении у Гельсингфорса, во время которого был уничтожен шведский корабль. 15 июля 1789 года Рожнов принимал участие в Эландском бое. 2 мая 1790 года на 74-пушечном корабле «Святая Елена» участвовал в Ревельском сражении, после был назначен командиром госпитального судна «Холмогоры», на котором плавал между Кронштадтом и Выборгом. В 1791—1793 годах Рожнов плавал на линейных кораблях «Изяслав», «Прохор» и «Саратов» . 1 января 1792 года был произведён в капитан-лейтенанты.
В 1794 году командуя яхтой «Снапоп» перешёл из Ревеля в Ригу, затем на военном транспорте «Грибсвальд» был послан к польскому местечку Палангену, где во время второй русско-польской войны (Восстание Костюшко) осуществлял надзор за Курляндскими берегами, у которых уничтожил 18 польских военных судов. Затем, до 1797 года служил в Ревеле, занимался морской перевозкой почты и курьеров.
С 1798 года командовал 74-пушечным линейным кораблём «Сысой Великий», в 1799—1802 годах был командиром брандвахтенного фрегата «Симеон» рейде в Ревеле. В 1801 году по поручению графа П. А. Палена, дважды отвозил депеши на люгере «Великий Князь» английским адмиралам П. Паркеру и Г. Нельсону.
9 января 1803 год был произведён в капитаны 2 ранга и назначен командиром сначала линейным кораблём «Северный Орёл», а затем линейным кораблём «Глеб» (спущен на воду 16 мая 1789 года) на ревельском рейде. В том же году был назначен помощником капитана над ревельским портом. В 1804 году командовал эскадренным отрядом, в который входили бриг «Нептун», люгер «Великий Князь» и лоц-галиот «Гофнунг». Был награждён Императором Александром І бриллиантовым перстнем и за 18 морских кампаний пожалован орденом Святого Георгия 4 класса.

### Участие в Русско-турецкой войне 1806—1812 годов
В 1805 году был назначен командиром нового линейного корабля «Селафаил», на котором в составе эскадры вице-адмирала Сенявина перешёл из Кронштадта в Средиземное море, где участвовал во Второй Архипелагской экспедиции в период Русско-турецкой войны 1806—1812 годов. В 1806 году прибыл на остров Корфу, конвоировал оттуда английские транспорты с десантом на острова Цефалонию и Занте. Затем в составе эскадры ходил в Адриатическом море, участвовал в осаде Рагузы и взятии у французов крепости и острова Курцола, а затем при закладке батарей на острове Брацо.
В 1807 году, командуя тем же кораблём «Селафаил», принимал участие во взятии у турок острова и крепости Тенедоса. 10-11 мая участвовал в Дарданелльском сражении, а 17-26 июня в Афонском сражении. 19 июня сражался с турками у острова Лемноса. После упорного сопротивления турецких кораблей, провёл атаку на турецкий адмиральский корабль «Сеид-эль-Борг», заставил его спустить флаг, и на буксире привёл его к русскому флоту. Был награждён за храбрость орденом Святой Анны 2 степени и 12 декабря 1807 года — чином капитана 1 ранга.
По заключению Тильзитского мира, Рожнов на корабле «Селафаил», вместе с русской эскадрой, перешёл от Корфу в Дарданеллы, а затем в Лиссабон и Портсмут. На английском транспорте в 1809 году перешёл в Ригу, откуда берегом прибыл в Кронштадт, где принял под командование новый 88-пушечный линейный корабль «Смелый» (спущен на воду 15 июля 1808 года). 1 марта 1810 года был произведён в капитан-командоры и командирован в Архангельск, где был назначен командиром 24 корабельного экипажа. На 74-пушечном линейном корабле «Святослав» занимал военный пост в устье реки Маймаксы.
В 1811 году был откомандирован из Архангельска в Севастополь, где принял в командование 100-пушечный линейный корабль «Ратный» на котором плавал в Чёрном море. 29 марта 1813 года назначен директором севастопольского порта. 2 февраля 1816 года произведён в контр-адмиралы и назначен командиром 31 флотского экипажа и 100-пушечного линейного корабля «Париж». 18 мая 1818 года, император Александр I, во время своего посещения Черноморского флота лично пожаловал Рожнову орден Святого Владимира 3 степени. С 1819 по 1823 год Рожнов командовал эскадрой из 6 линейных кораблей и 3 фрегатов в Чёрном море. 25 января 1823 года был переведён с Черноморского на Балтийский флот, назначен первоприсутствующим в Ревельской строительной экспедиции, а также флотским начальником и директором Ревельского порта.
В конце 1824 года был назначен директором Морского кадетского корпуса, а 6 декабря 1826 года произведён в вице-адмиралы. В 1826 году по Высочайшему повелению, для изыскания надёжных средств к заготовке на местах дубовых кораблестроительных лесов и для доставки их к портам был командирован для объезда восьми губерний. Также провёл осмотр Казанского и Астраханского адмиралтейств с целью указания лучших и выгоднейших способов постройки судов для Каспийской флотилии. Вернувшись из командировки в Петербург, был награждён алмазными знаками к ордену Анны 1-й степени и пожалован премией в 10000 рублей.
14 октября 1827 года был назначен главным командиром порта и военным губернатором города Кронштадта. При нём была учреждена Кронштадтская морская библиотека, построен арсенал и морской госпиталь. В 1828 году был награждён арендой в Волынской губернии на 12 лет. В 1830 году был награждён орденом Святого Александра Невского «за необычайно скорое вооружение судов Балтийского флота», а в 1831 году, за особенную энергию и труды во время холеры в Кронштадте, где он не раз подвергал свою жизнь опасности, был награждён алмазными знаками к этому ордену.
8 ноября 1832 года был пожалован в полные адмиралы. 25 марта 1839 года назначен состоять при особе Его Императорского Величества и награждён вензельным изображением царского имени на эполетах. За порядок и устройство в городе, порту и госпитале в Кронштадте, Рожнов в течение своего начальствования над ним 43 раза удостоился Высочайшего благоволение.
В 1833 году в честь П. М. Рожнова П. К. Пахтусовым был назван мыс Рожнова (Карское море, Новая Земля).
Последние годы жизни Рожнов числился членом Адмиралтейств-совета. 14 июля 1839 года, ожидая прибытия в Кронштадт Императора и готовясь к этому приёму, Рожнов скончался от удара. Похоронен в кронштадтском некрополе.

## Семья
Рожнов был женат на Анне Васильевне (1788—06.10.1842), пожалованной 5 декабря 1836 года кавалерственной дамой ордена св. Екатерины 2-й степени. Похоронена рядом с мужем на православном кладбище у Троицкой церкви Кронштадта.
По воспоминаниям тайного советника Н. А. Качалова, быт Рожновых «был вполне прилично обставлен материально, но имея официальные траты, они не смогли оставить много своим детям. Сын их получил воспитание в лицее, после смерти отца жил заграницей, где промотал все своё состояние и за долги был посажен в тюрьму. Морское начальство, вероятно с согласия государя, выкупило его и привезло в Россию, но больного, и он скоро умер».
Дочь Рожновых — Елизавета, вышла замуж за офицера Конно-гренадерского полка Астромова. Муж промотал все деньги жены и довёл своё семейство до крайности, был вынужден принять место городничего в Бежецке, а затем должность таможенного чиновника, и вскоре умер. Елизавета после смерти мужа сумела поднять и поставить на ноги своё большое семейство.

## Награды
Пётр Михайлович Рожнов был награждён следующими орденами:
- орден Святого Георгия 4 класса (1804)
- орден Святой Анны 2 степени (1807)
- орден Святого Владимира 3 степени (1818).
- орден Святой Анны 1 степени (25 января 1823), алмазные знаки (1827)
- орден Святого Владимира 2 степени (22 августа 1824)
- орден Святого Александра Невского (1830), алмазные знаки (1831)
- орден Святого Владимира 1 степени (1834)